# David Serrano Bouthelier
David Serrano Bouthelier (23 de julio de 1980) es un director de documentales, ficción y publicidad español. Desarrolla música electrónica para cine, televisión y videojuegos. Su firma como músico es Dave Alna. Trabajó durante un largo periodo como editor para TVE en programas como Miradas 2, Documentos TV, En Portada, La 2 Noticias e Informe Semanal. De su obra destaca el documental “Todos Cuentan 15M”, que fue Mención especial del jurado en el Festival de Cine Español de Bruselas en 2011 y ganador de 3 galardones en Publifestival. A través de la agencia de comunicación audiovisual UNIVACK Creative, ha desarrollado piezas audiovisuales para Adidas, Nintendo, la Comunidad de Madrid o la revista TENMAG, entre otros. Como músico ha sido responsable de varios número uno en internet, como Like a Robot.  Ha colaborado con músicos como John Morin, Psicorama o Mirko Draven, sus composiciones pueden oírse en los telediarios de TVE y Tele 5, entre otros programas.
Realización audiovisual
Su estilo como realizador recibe influencias técnicas y estéticas del Nuevo cine estadounidense. Su lenguaje audiovisual huye de lo artificial, y muestra una visión de los personajes naturalista, de cerca, persiguiendo la idea de explorar en detalle cada uno de sus recovecos.
De su obra destacan los documentales
“Todos Cuentan 15M” (2011). Estuvo a cargo de la dirección, el guion y la producción ejecutiva. Mención especial del jurado en el Festival de Cine Español de Bruselas.
"Las Lágrimas de Michelle”(En Portada, TVE, 2006). Participó en el desarrollo del guion, y fue responsable de la edición, el grafismo y la postproducción sonora. Premio Derecho de la Infancia y Periodismo.

## Música
Como músico, su estilo toca los extremos, desde la electrónica más sólida hasta la más sutil, empleando voces e instrumentos. Su obra musical podría clasificarse como música electrónica fuertemente marcada por el uso de instrumentos analógicos.
Desarrolla producciones para radio (RTVE), cine (Propios y Extraños, de Manolo González, 2010) y diseño sonoro para videojuegos. Su estilo recorre desde una electrónica con matices rock (grupo Psicorama) hasta el jazz con más swing (tema principal para La Chocita del Loro).

## Ficción
- Videoclip “Tokyo rainy days” (2010)
- Videoarte “Sinpatrón” (2012)
- “17 segundos”. Teaser (2012)
- “Last frecuency”. Cortometraje (2013)

## Publicidad
- Campaña "Nuestro Estilo de Agua” para la Comunidad de Madrid (2007)
- Campaña “Ven al Electrosonic” para Orosco Producciones (2010)
- Spot “Cocina conmigo” para Nintendo (2012)
- Making of "Surfing the Sky” para TENMAG (2012)
- Fotografía web “España Campeona Europa 2012” para Adidas (2012)
- Imagen corporativa, música, fotografía y vídeo para red de salas La Chocita del Loro (2013)

## Discografía
Estocastical Beats Records
- Electrink Ep (2008)

Minuendo Records
- Iniciación al Método Estocástico Ep (2008)

Univack Records
- Black Sun Ep (2010)
- Singularity Ep (2010)
- Priority (2010)
- Plasticity Ep (2010)
- Security Ep (2011)

Rotraum Records
- Aldlu Ep (2010)
- Bodyrock Ep (2010)
- Physik Musik Ep (2011)
- We are Kendo Men Ep (2011)
- Vogiwuid EP (2011)

Unclosed
- Reversible Ep (2012)

## Videogames
- "Satir"
- "The Ramp"
- "The Plague"
- "Save the Suicide"
- Libro blanco del Desarrollo Español de Videojuegos